# Herbert Zdarzil
Herbert Zdarzil (* 1. Oktober 1928 in Wien; † 14. Dezember 2008 ebenda) war ein österreichischer Pädagoge, der vor allem auf dem Gebiet der pädagogischen Anthropologie und der Andragogik tätig war.  

## Leben
Nach seinem Studium an der Universität Wien, das er 1950 mit der Lehramtsprüfung und 1953 mit Dr. phil. beendete, folgte die Habilitation an der Universität Bonn 1970. 
Herbert Zdarzil war o. Universitätsprofessor an der Universität Wien von 1971 bis 1997. Von 1977 bis 1979 war er Dekan, von 1977 bis 1997 war er Direktor der Lehramtsprüfungskommission. Er war Vorsitzender von mehreren Universitätskommissionen (z. B. Senatskommission, Bibliothekskommission) und der Vertreter Österreichs in der Universitätskommission des Europarates. Ebenso war er Mitglied der Österreichischen Akademie der Wissenschaften. Zdarzil wurde am Hernalser Friedhof in Wien beigesetzt.

## Schriften (Auswahl)
- Lebendiger Geist; Wien, 1963
- Pädagogische Anthropologie; Wiesbaden (Quelle & Meyer) (1972) 1982 (ISBN 3-494-00680-6)
- Franz Pöggeler und Richard Olechowski, Anthropologie und Psychologie des Erwachsenen; (Handbuch der Erwachsenenbildung in 8 Bdn., Bd. 3); Stuttgart (Kohlhammer) 1976 (ISBN 3-17-001755-1)
- Elmar Lechner und Helmut Rumpler: Zur Geschichte des Österreichischen Bildungswesens. Probleme und Perspektiven der Forschung. Wien 1992, ISBN 3-7001-1956-9.
- Österreichische Bildungspolitik in der 2. Republik, Hg. 1998

| Personendaten    | Personendaten |
| ---------------- | --- |
| NAME             | Zdarzil, Herbert |
| ALTERNATIVNAMEN  | Zdarzil, Herbert Philipp                                                                                             |
| KURZBESCHREIBUNG | österreichischer Pädagoge, der vor allem auf dem Gebiet der pädagogischen Anthropologie und der Andragogik tätig war |
| GEBURTSDATUM     | 1. Oktober 1928 |
| GEBURTSORT       | Wien |
| STERBEDATUM      | 14. Dezember 2008 |
| STERBEORT        | Wien |